# Jens Peter Larsen (musikforsker)
 For alternative betydninger, se Jens Peter Larsen. (Se også artikler, som begynder med Jens Peter Larsen)
Jens Peter Larsen (14. juni 1902 på Frederiksberg – 22. august 1988 i København), var en dansk musikvidenskabelig forsker og Haydn-specialist.
Han var søn af afdelingsingeniør R. Larsen (død 1922) og hustru Termanna f. Husted (død 1947), blev student fra Schneekloths Skole 1920, tog organisteksamen 1923, blev mag.art. i 1928 og samme år ansat som undervisningsassistent ved Københavns Universitet. Her avancerede han til lektor 1939, professor i musikvidenskab 1945-1970 og var bestyrer for Musikvidenskabeligt Institut 1949-1965, hvor han som hovedredaktør af to større udgaver af Haydns musik (udgivet mellem 1949 og 1955) udførte en skelsættende udforskning af ægthedsproblemerne i Haydn-overleveringen. Resultatet af forskningen kulminerede i doktorafhandlingen The Haydn Tradition i 1939. En præstation som bragte ham på linje med de førende internationale Haydn-forskere.
Som professor engagerede han sig i studiet af Händels værker. Ud over arbejdet med Händel offentliggjorde Larsen betydende artikler om den stilistiske ægthed i udførelsen af barokkens og wienerklassicismens musik.
Han var desuden organist, og sammen med sin gode ven og svigerfar, Mogens Wöldike, var han medudgiver af Den danske Koralbog (første udgave 1954), som er melodibogen til Den Danske Salmebog.
Han var organist ved Vangede Kirke 1930-45; lærer i messesang ved Pastoralseminariet 1933, lektor sammesteds 1943-71, censor ved Det Kgl. Danske Musikkonservatoriums afgangs- og diplomeks. 1951-63; gæsteprofessor ved University of California, Berkeley 1961; forelæsninger ved Princeton, Harvard m.fl. universiteter s.å., i Oslo 1963, i Mainz 1966, Herbert F Johnson-Professor ved University of Wisconsin, Madison 1971-72; forelæsninger i Pittsburgh, Princeton, New Brunswick, Philadelphia 1971, i Frankfurt am Main, Chicago, New York 1972, i Saarbrücken, Rochester (N.Y.), Cornell University 1973. Han var Ridder af Dannebrog af 1. grad.
Hovedudgiver for den af Haydn Society (Wien/Boston) foranstaltede Haydn-udgave 1949-51 og for den af Joseph Haydn-Institut (Köln) besørgede udgave 1955-60; formand for Dansk Selskab for Musikforskning 1954-63; næstformand i Joseph Haydn-Institut Köln 1955-61 og fra 1969; medl. af bestyrelsen for Georg Friedrich Händel-Gesellschaft (Halle) 1955, vicepræsident 1967; medl. af kuratoriet for Göttinger Händel Gesellschaft 1967; medl. af Videnskabernes Selskab 1960. Medl. af bestyrelsen for Samfundet Dansk Kirkesang 1942-54, af Musikrådet 1950-65, af bestyrelsen for Musikhistorisk Museum og for Dansk-Østrigsk Selskab; medl. af kommissionen til afholdelse af musikpædagogisk eks. og af undervisningsminiseriets musikkommission indtil kommissionernes afslutning; medl. af komitéen for Bach-fest 1950 og for Carl Nielsen-fest 1953; formand for arbejdsudvalget for den danske Ballet- og Musikfestival 1954/55, for komiteen for Mozart-festugen 1956 og Haydn-festugen 1959. Han modtog byen Halles Händelpris 1965 og Göttinger Händel Gesellschafts guldmedalje 1972.
Larsen blev gift 10. januar 1948 med lektor Ruth L., f. 12. oktober 1924 i København som var datter af kapelmester, dr.phil. Mogens Wöldike.

## Litterære arbejder
- Messetoner (1935, 3. omarb. udg. 1965)
- Die Haydn Überlieferung (disputats, 1939)
- Drei Haydn-Kataloge (1941)
- Weyses Sange (1942)
- Handel's Messiah (1957, 2. rev. udg., 1972)
- Handel Studies (1972)
- medudgiver af Forslag til en dansk Højmesseliturgi (1943)
- medudgiver af Musikbilag til Prøveritualbogen (1963)
- medudgiver af Den danske Koralbog (s. m. Mogens Wöldike, 1954, 2. rev. udg. 1973)
- medudgiver af Nordisk Koralbok (1961)

### Eksterne referencer
- Jens Peter Larsen bibliografi 1971-1988 Arkiveret 4. juni 2016 hos  Wayback Machine
- Kraks Blå Bog 1974